# Stopover
Ein Stopover (deutsch „Zwischenstopp“) ist in der Luftfahrt der Anglizismus für eine geplante Flugunterbrechung durch eine Zwischenlandung.

## Allgemeines
Der Stopover ist wegen der Zwischenlandung kein Nonstopflug, kann aber ein Direktflug sein. Beim Stopover im engeren Sinne behält der Flug dieselbe Flugnummer bis zum Erreichen des Zielflughafens. Ändert sich jedoch beim Weiterflug die Flugnummer, handelt es sich genau genommen nicht um einen Stopover, sondern um einen neuen Flug, selbst wenn das Flugzeug nicht gewechselt wird. Voraussetzung für einen Stopover ist stets, dass das ankommende Flugzeug auch den Weiterflug bis zum Zielort übernimmt. Ein Stopover liegt deshalb nicht vor, wenn Flugpassagiere die Zwischenlandung zum Wechsel des Flugzeuges nutzen; dabei handelt es sich um ein Umsteigen. Ungeplante Zwischenlandungen sind ebenfalls kein Stopover, sondern eine Notlandung.

## Dauer
Der Begriff des Stopovers wird in der Regel nur für längere Zwischenstopps von mehr als 24 Stunden oder Zwischenstopps mit Übernachtung verwendet. Bei Inlandsflügen in den USA muss ein Stopover mindestens vier Stunden Zwischenaufenthalt aufweisen. Ein Umsteigen oder ein mehrstündiger Umsteige-Aufenthalt ist dagegen kein Stopover; Aufenthalte unter 24 Stunden (englisch layover), auch solche mit Übernachtung, werden auf Flugplänen mit „via“ bezeichnet.

## Beispiele
Vorwiegend Netzwerk-Carrier bieten ihren interkontinental reisenden Passagieren an den jeweiligen Luftfahrt-Drehkreuzen so genannte Stopover-Möglichkeiten an. Diese können eine oder mehrere, in manchen Fällen kostenlose Übernachtungen an demselben oder verschiedenen Orten umfassen sowie die entsprechenden Transfers mit Transportmitteln. Weitere Aktivitäten wie Ausflüge oder Besuche können ebenfalls in dem Buchungspaket enthalten sein.
In einigen Ländern wie z. B. China, wird abweichend von den sonst erforderlichen Einreisebestimmungen bei Durchführung eines Stopover-Programms der visumfreie Aufenthalt von bis zu sechs Tagen im Rahmen eines sogenannten TWOV (Transit Without Visa) erlaubt.
Den Stopover-Programmen dieser Art liegt im Regelfall kein echter Stopover zugrunde, sondern eine Flugunterbrechung, bei der ein neuer Weiterflug genutzt wird.

## Surface
Beim Surface erfolgt die Landung auf einem Flughafen, der aber nicht auch als Startflughafen dient; vielmehr findet der Weiterflug von einem anderen Flughafen in der Nähe statt.